# Нова-Буковица
Нова-Буковица (хорв. Nova Bukovica) — община с центром в одноимённом посёлке на северо-востоке Хорватии, в Вировитицко-Подравской жупании. Население 806 человек в самом посёлке и 1776 человек во всей общине (2011). Большинство населения — хорваты (81,2 %), сербы составляют 14,6 % населения. В состав общины кроме Нова-Буковицы входят ещё 7 деревень. Большинство населения занято в сельском хозяйстве.
К северу и востоку от посёлка находится Подравинская низменность со своими обширными сельскохозяйственными угодьями, к югу и западу начинаются отроги гряды Папук. В 6 км к северо-западу находится город Слатина, в 15 км к юго-востоку город Ораховица. Через посёлок Нова-Буковица проходит автодорога D2 Вараждин — Копривница — Осиек.
Приходская церковь Вознесения Девы Марии в Нова-Буковице построена в 1904 году.